# Macrini Víndex
Marc Macrini Víndex (en llatí: Marcus Macrinius Vindex) va ser un militar romà del segle ii.
Va ser prefecte del pretori sota l'emperador Marc Aureli. Va anar a lluitar contra els marcomans i va morir en aquesta guerra. L'emperador, que li tenia molta estima, li va fer erigir tres estàtues a Roma, en el seu honor, segons diu Dió Cassi.